# Ľubochňa
Ľubochňa és un poble i municipi d'Eslovàquia que es troba a la regió de Žilina, al centre-nord del país. El 2021 tenia 1.074 habitants.

## Demografia
| Godina             | 1994 | 2004   | 2014   | 2024   |
| ------------------ | ---- | ------ | ------ | ------ |
| Nombre de persones | 1065 | 1042   | 1053   | 1045   |
| Diferència         |      | −2,15% | +1,05% | −0,75% |

| Godina             | 2023 | 2024   |
| ------------------ | ---- | ------ |
| Nombre de persones | 1052 | 1045   |
| Diferència         |      | −0,66% |